# Walter Cordopatri
Walter Cordopatri (Gioia Tauro, 24 settembre 1987) è un attore italiano.

## Biografia
Walter Cordopatri è nato a Gioia Tauro il 24 settembre 1987, da un padre commerciante e una madre casalinga. Appassionato di calcio fin da giovane, questa passione lo ha spinto a trasferirsi per un periodo in Friuli Venezia Giulia. Dopo essersi diplomato all’ITIS di Oppido Mamertina, ha iniziato ad avvicinarsi al mondo della recitazione.

## Filmografia

### Attore

#### Cinema
- Melina – Con rabbia e con sapere, regia di Demetrio Casile (2012)[2]
- Il sud è niente, regia di Fabio Mollo (2013)
- La notte non fa più paura, regia di Marco Cassini (2016)
- Crazy for Football, regia di Volfago de Biasi (2016)
- Weekend, regia di Riccardo Grandi (2020)
- Crazy for Football - Matti per il calcio, regia di Volfango De Biasi (2021)
- L'incontro, regia di Salvatore Romano (2021)[3]
- Calibro 9, regia di Toni D'Angelo (2021)
- Diabolik - Chi sei?, regia di Manetti Bros (2023)
- Buio come il cuore, regia di Marco De Luca (2024)
- Runner, regia di Nicola Barnaba (2024)

### Produttore
- Il mare non tocca le nuvole, regia di Walter Cordopatri (2009)

## Teatro
- Il mare non tocca le nuvole, regia di Walter Cordopatri e Adriano Candiago (2009)[4]
- Lui è parte di me, regia N/D (2011)